# Capsulă (fruct)

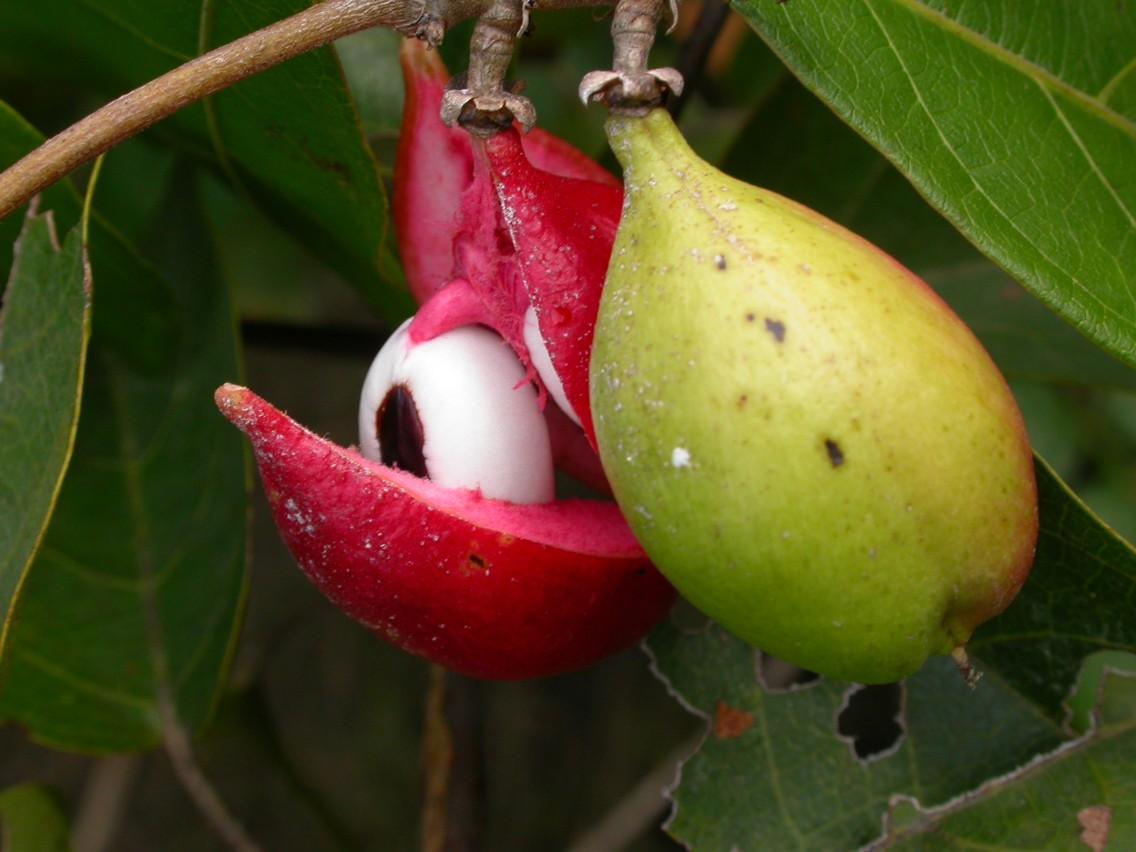
Capsulă cu 3 loji (Paullinia pinnata)

Capsula este un fruct uscat, dehiscent, (provenit dintr-un ovar pluricarpelar sincarp), în care se dezvoltă și se păstrează numeroase semințe. La maturitate, capsula se deschide de la sine, punând semințele în libertate. Uneori, capsula poate fi divizată în mai multe loji. 
Denumirea populară românească a capsulei este: măciulie, căciulie, 
bociulie, bocioacă.

## Forme morfologice
Fructele uscate, dehiscente sunt cele mai răspândite fructe din natură, astfel că există și numeroase forme morfologice de capsule:
- Capsulă valvicidă, (care se deschide de-a lungul liniei de sudură a carpelelor);
- Capsulă poricidă, (care se deschide prin pori),
- Capsulă loculicidă, (care se deschide pe linia mediană a carpelelor);
- Capsulă pixidă, (care se deschide printr-un căpăcel)

## Imagini

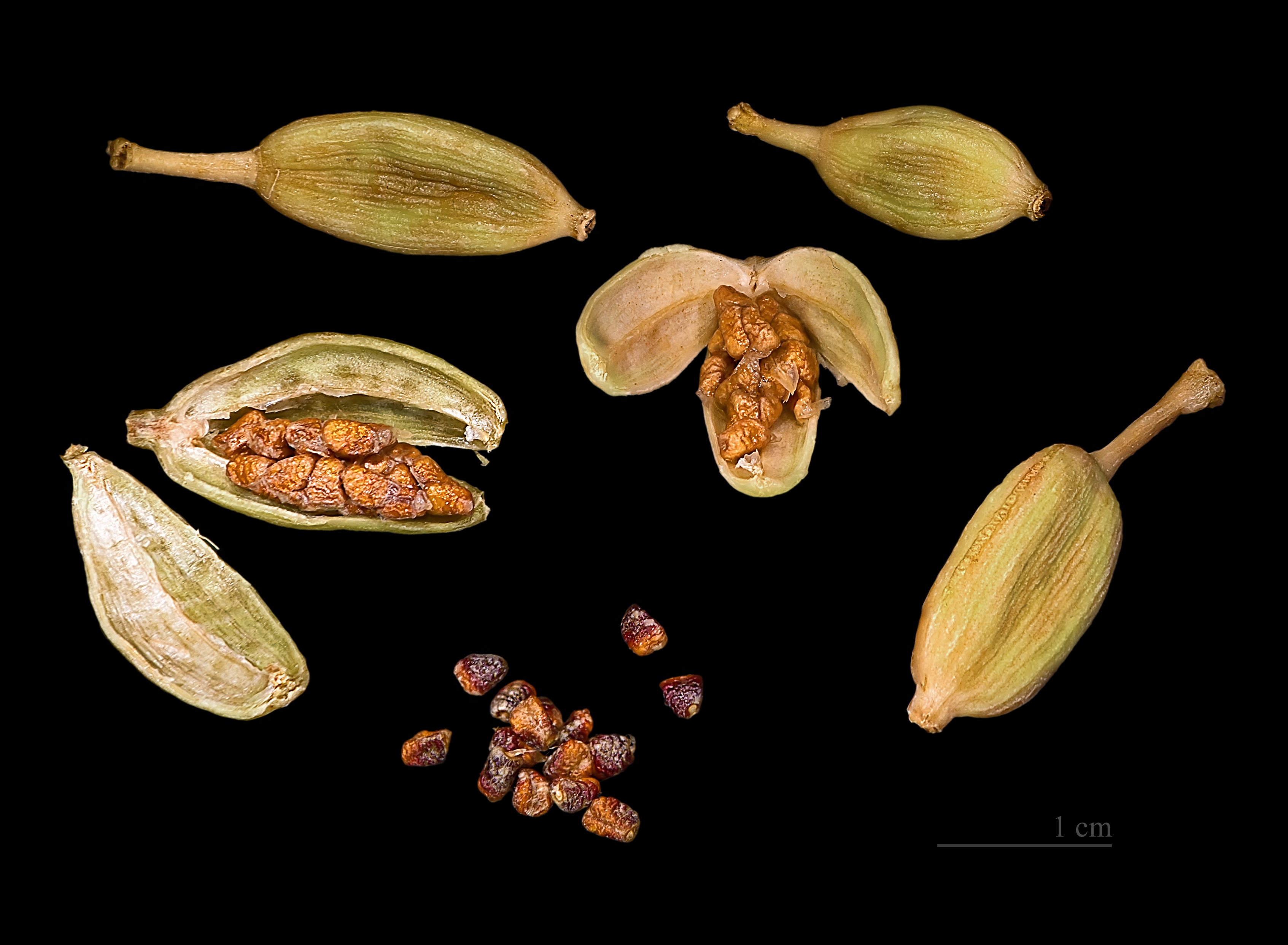
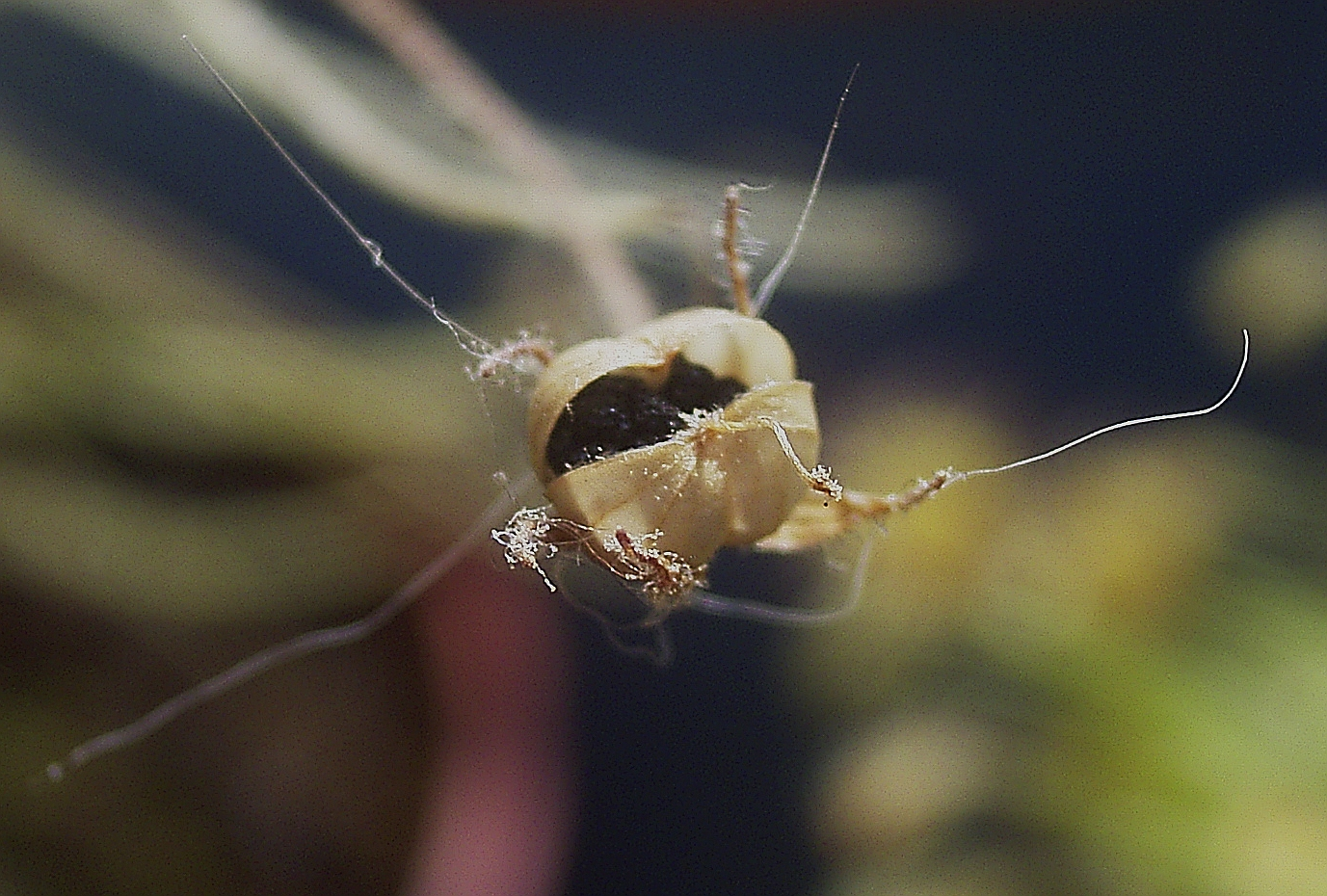
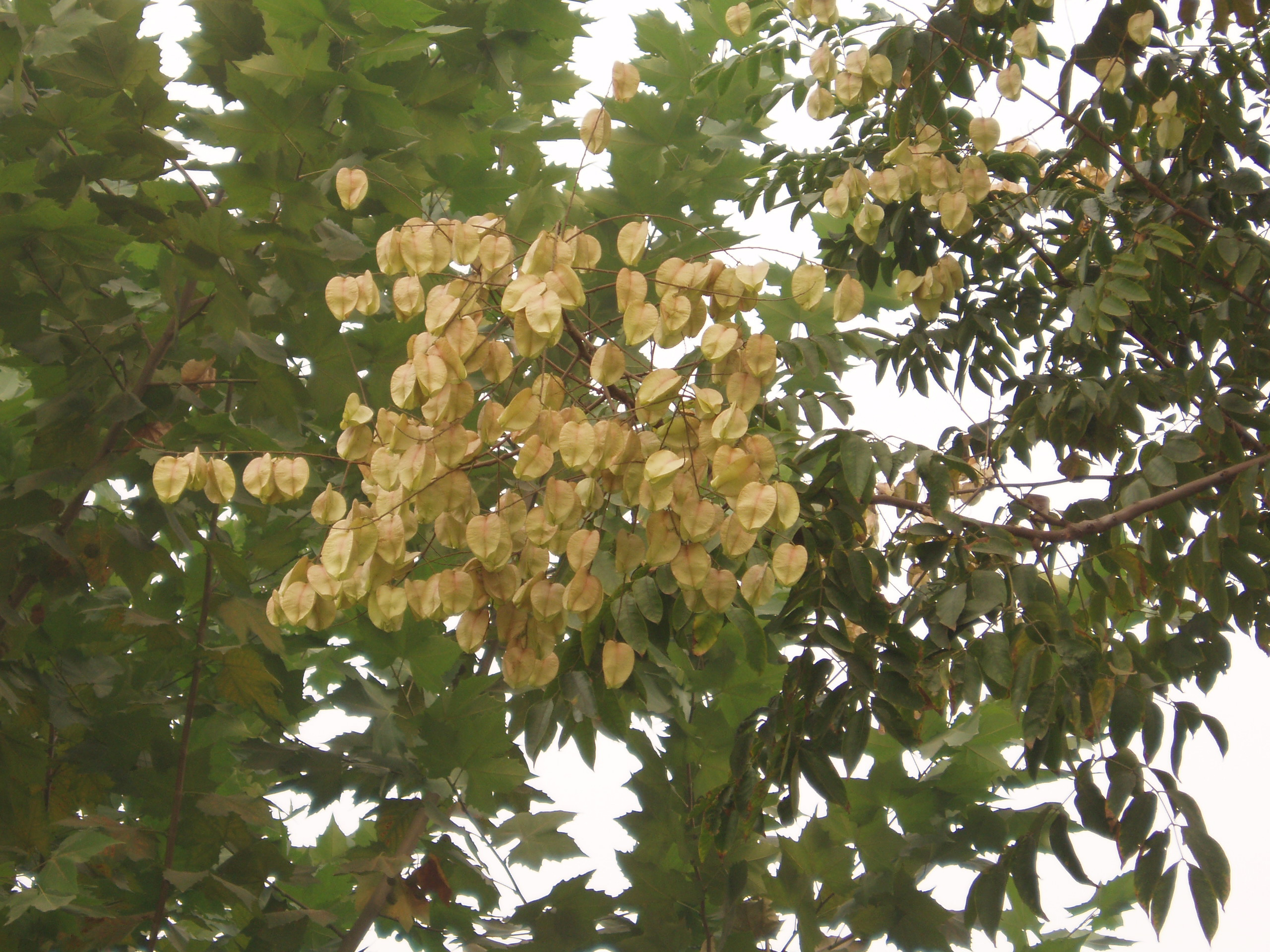
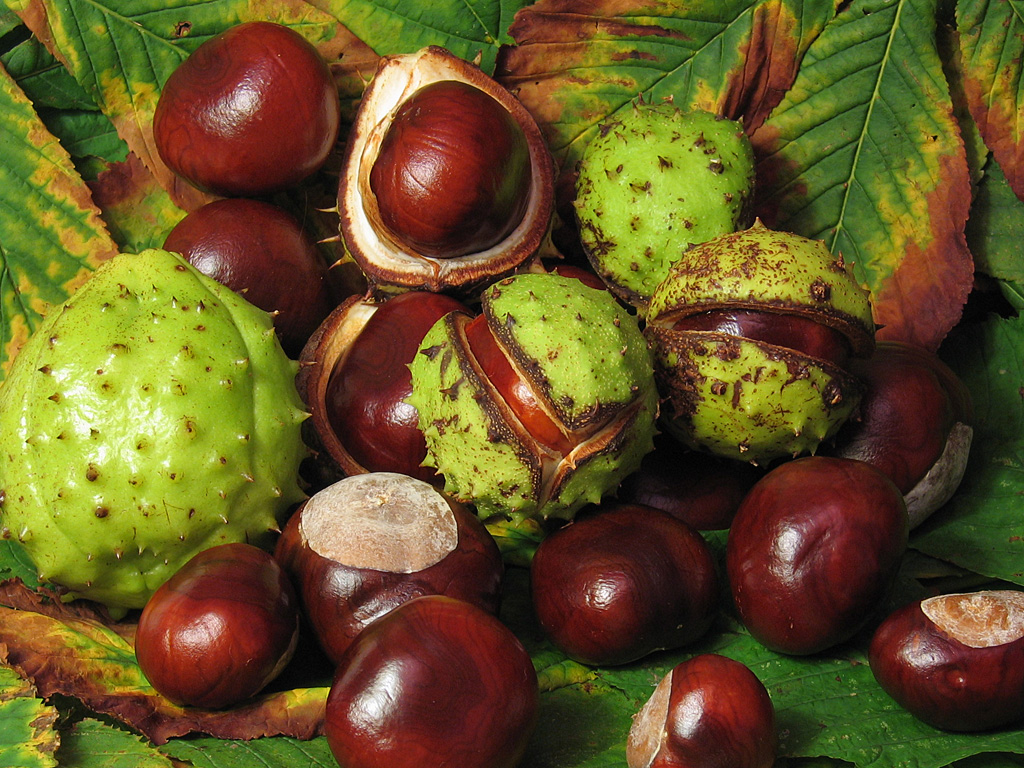
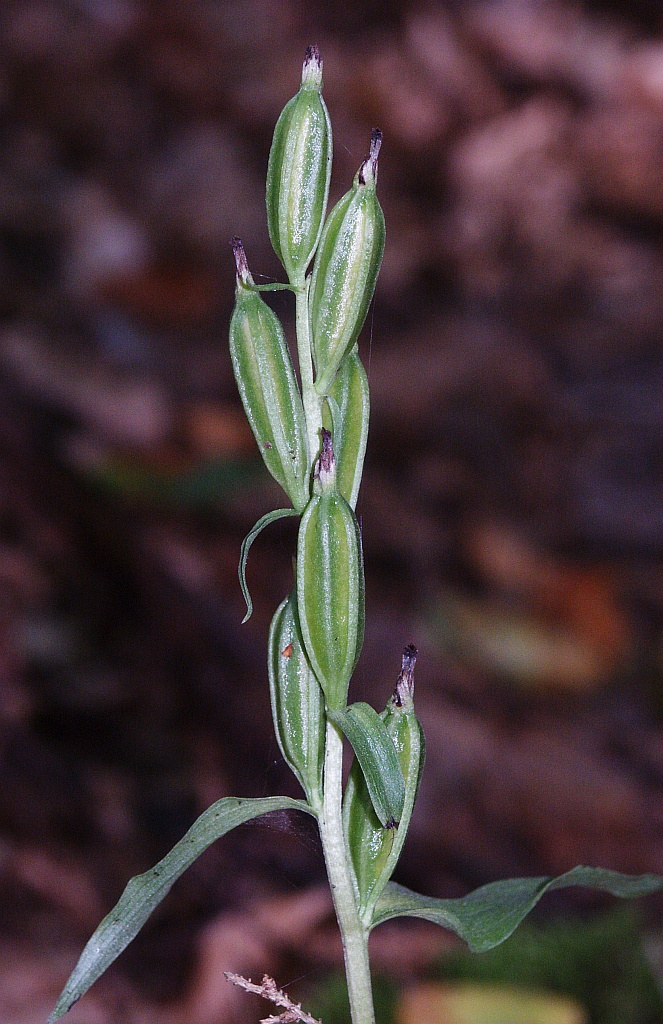
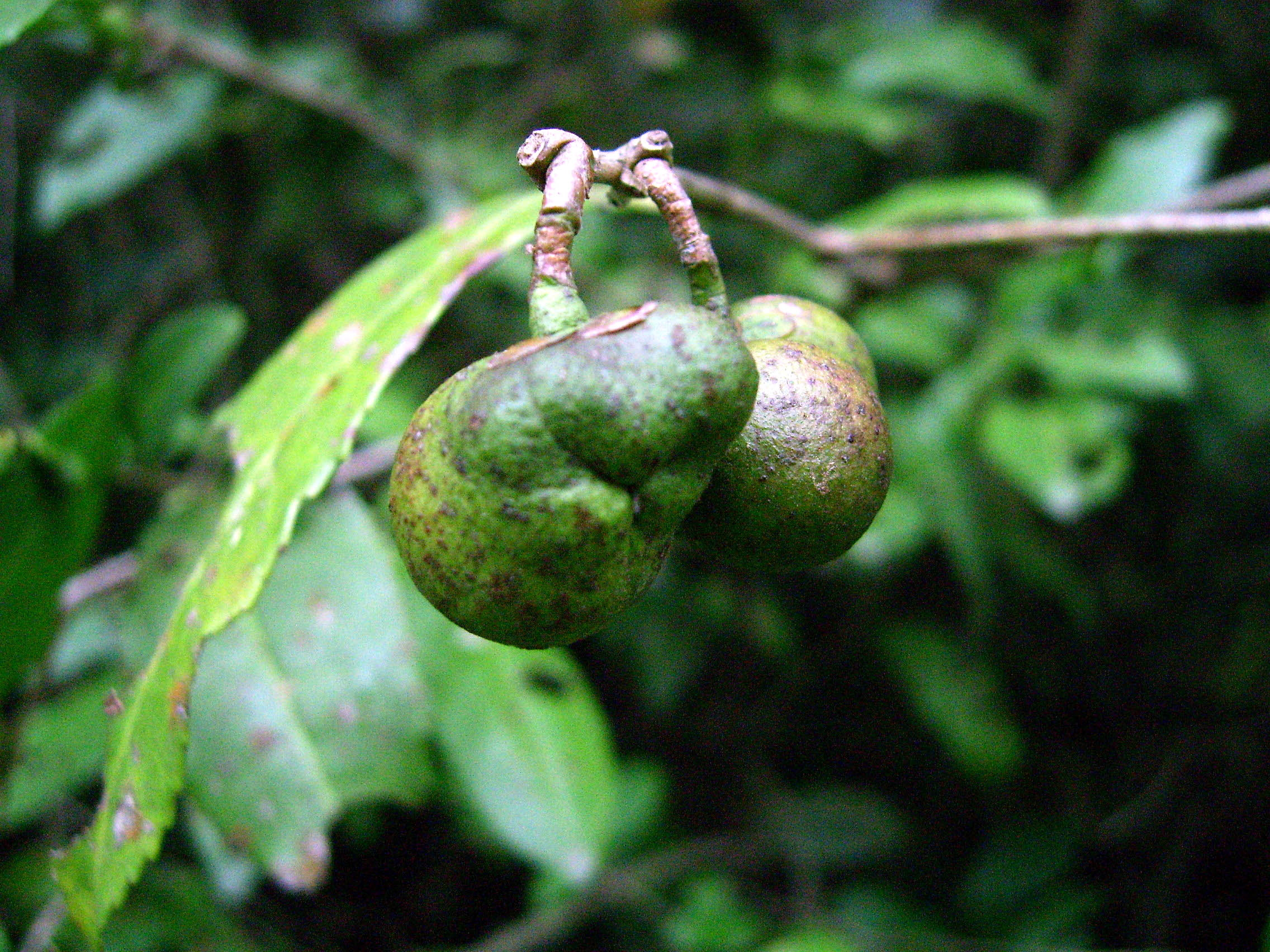
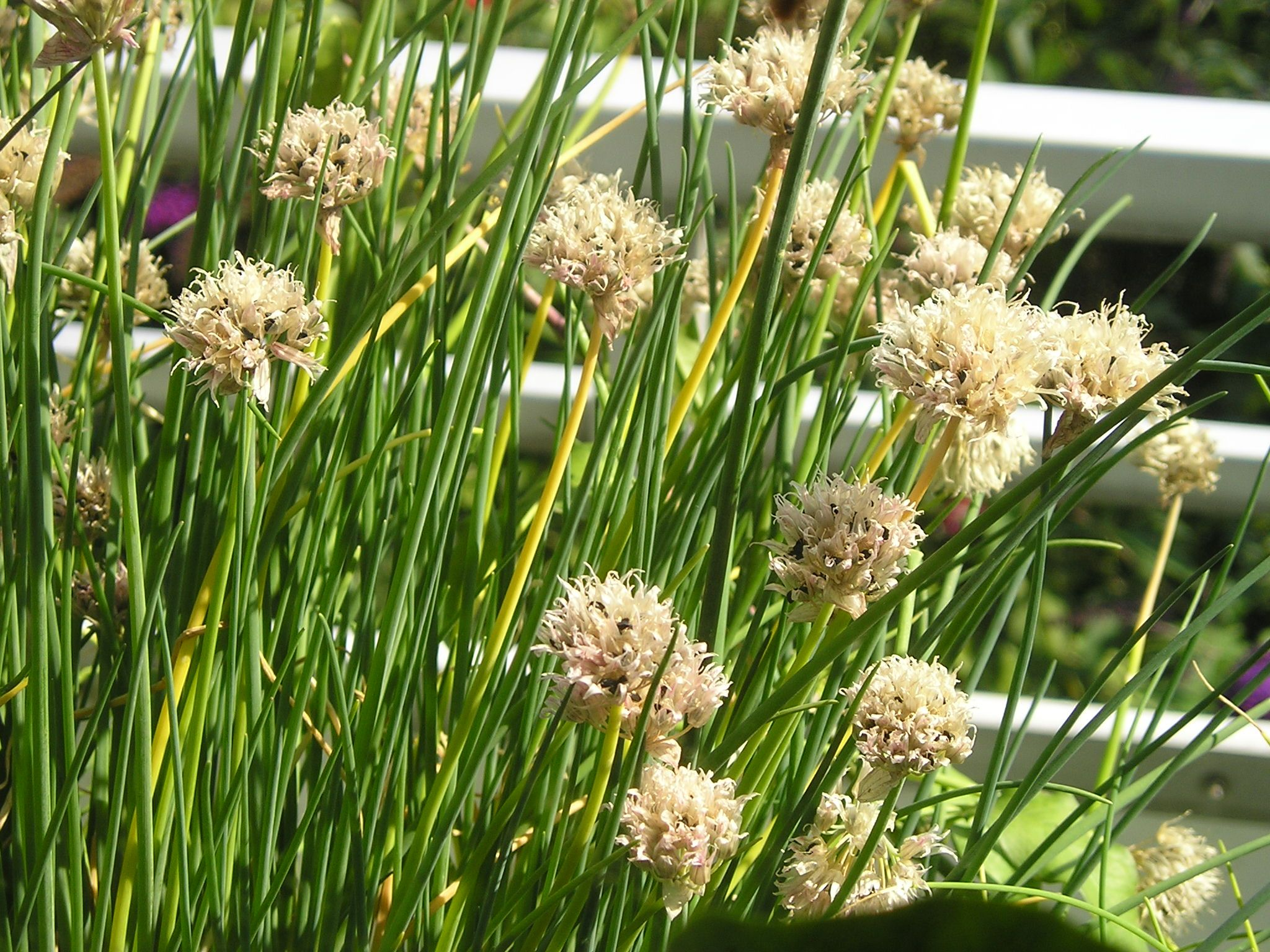
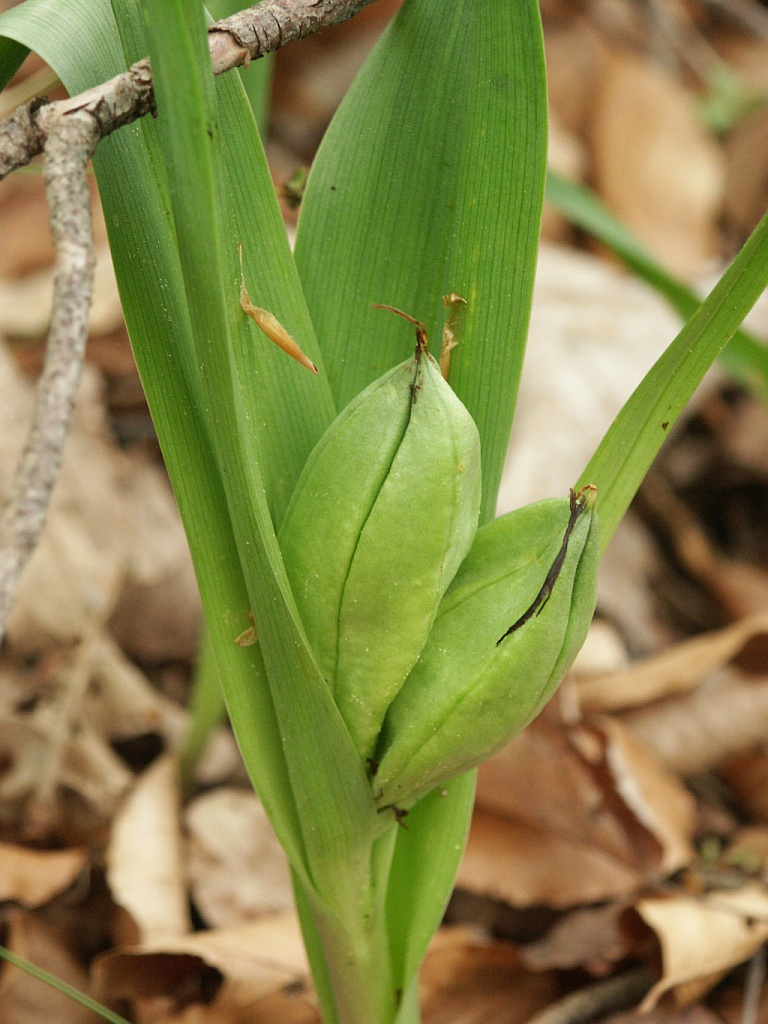